# Chrystal Pigs Etc.
Chrystal Pigs Etc. er en dansk eksperimentalfilm fra 1984, der er instrueret af Ewa Jacobsson.

## Handling
Chrystal Pigs, Sunwise Doll, Garden, Tulips, Demon, Flying. Sex poetiske, experimentelle billedfortællinger med bearbejdet originallyd/lydbilleder.